# Sandro Cecca
Sandro Cecca (Roma, luglio 1948) è un regista e sceneggiatore italiano.

## Biografia
È noto per aver diretto Maestrale, interpretato da Franco Nero, e Stesso sangue, film quasi interamente girato in Molise e presentato al sesto Torino Film Festival, Festival Internazionale Film Giovani 1988 e in concorso all'Annecy cinéma italien del 1988. Per entrambi i film ha curato anche la sceneggiatura.

## Filmografia

### Regista
- Viaggio in città (1986)
- Stesso sangue, co-regia con Egidio Eronico (1988)
- Rito di passaggio - film TV (1990)
- Complicazioni nella notte (1992)
- Roma dodici novembre 1994 (1995)
- Maestrale (2000)
- 2 tigri (2007)

### Sceneggiatore
- Stesso sangue, regia di Egidio Eronico e Sandro Cecca (1988)
- Rito di passaggio, regia di Sandro Cecca - film TV (1990)
- Complicazioni nella notte, regia di Sandro Cecca (1992)
- Maestrale, regia di Sandro Cecca (2000)
- Caribbean Basterds (Caraibi & bastardi), regia di Enzo G. Castellari (2010)

## Riconoscimenti
- Bellaria Film Festival
  - 1989 – Vincitore della Casa rossa con Stesso sangue
- Torino Film Festival
  - 1995 – Candidatura al Miglior corto italiano dell'anno con Roma dodici novembre 1994
  - 1995 – Candidatura al Miglior corto italiano dell'anno-Menzione speciale con Roma dodici novembre 1994
- Cairo International Film Festival
  - 2000 – Candidatura alla Piramide d'oro al miglior film con Maestrale